# 香港供水

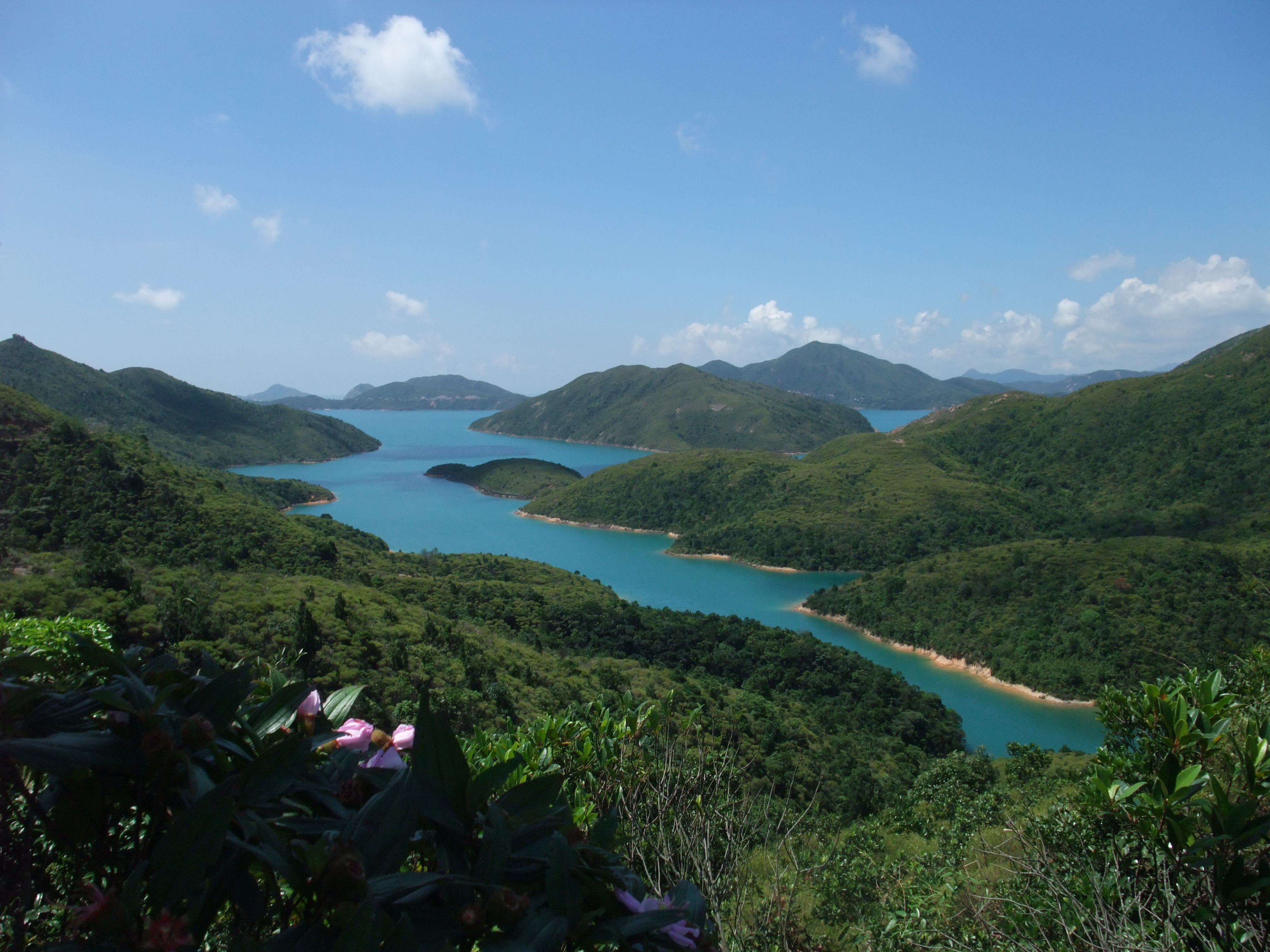
香港儲水量最大的水庫──萬宜水庫

香港供水現時由水務署負責，香港除了本身的儲水庫，主要是鄰近廣東省提供東江水。2017年，香港的總用水量達12.58億立方米。其中，本地集水區收集的雨水佔26%，從廣東輸入的東江水佔52%，沖廁用海水佔22%。
在19世紀至20世紀，鑑於香港淡水短缺，加上缺乏天然湖泊，當時的香港政府已經在不同地區興建多個稱為「水塘」的儲水庫（兩個圍海築成的水庫並不稱為水塘）。直到現在，各香港水庫的總儲水量約5.86億立方米。因水庫收集雨水量不足以應付人口需求，1960年，香港政府已經向廣東購買達2,270萬立方米的東江水，隨著用量增加，至2000年，香港政府當年就向廣東省購買了7.8億立方米的東江水。
除了提供主要用於食用、灌溉等用途的淡水外，香港供水系統亦供應鹹水，主要用作沖廁之用，而淡水和鹹水分別由兩組完全獨立系統所供應。而為了未來的持續發展提供用水計劃，香港正加強公眾教育，鼓勵香港市民節約用水，同時亦開發新水源應對，例如再造水及海水化淡等方案用作後補水源，以免過份依賴東江水供應，因受全球氣候變化影響，東江流域未來會受到降雨減少的挑戰，而且珠江流域的城市對水的需求也日益增加，所以可供應的水量會受短期的泛濫與旱災和長期的氣候變化影響。

## 主要水源

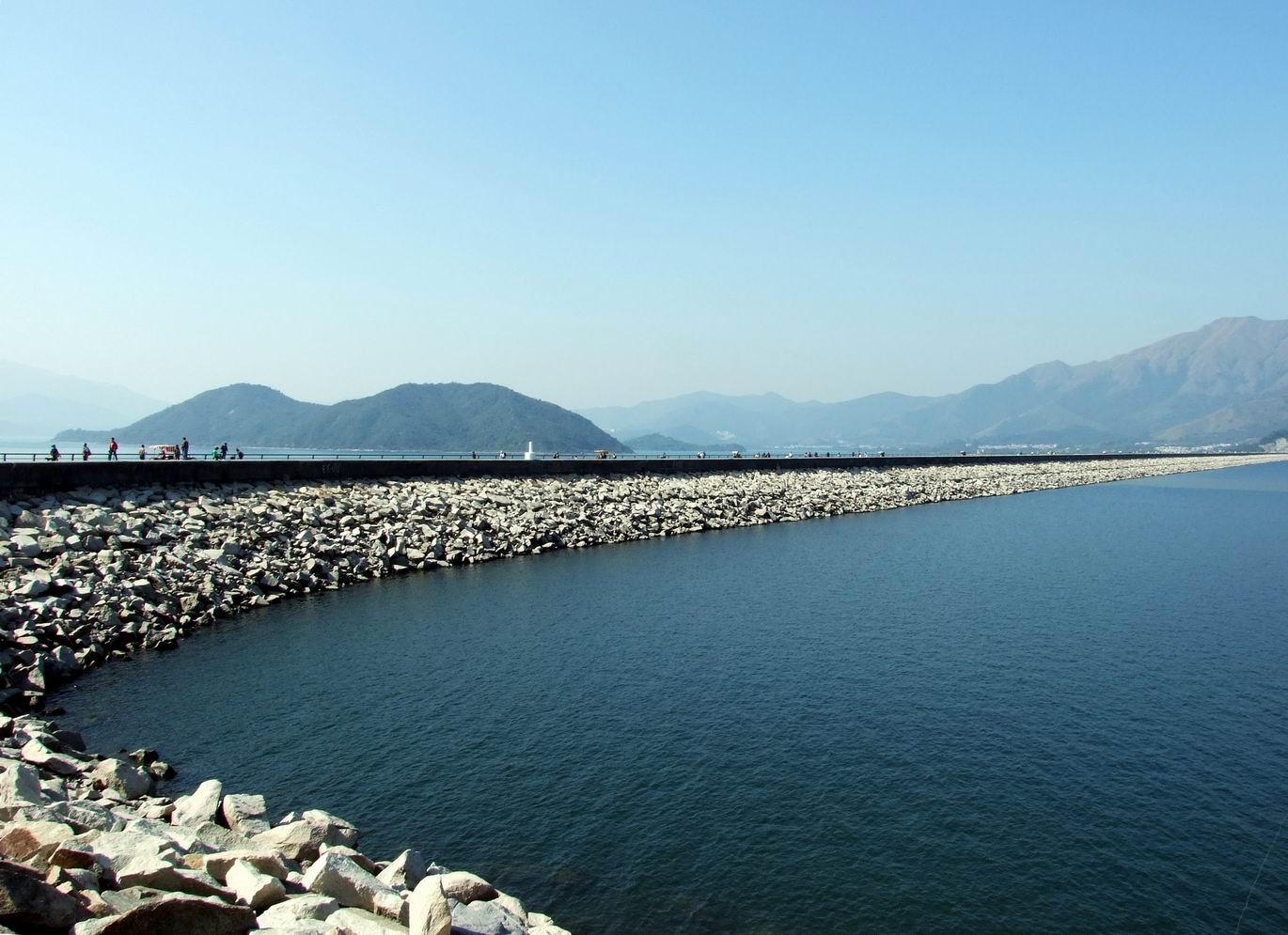
船灣淡水湖主壩景觀

香港現今主要有兩大水源，除了降雨（天然集水方式所收集到的雨水）外，主要是由東江水供應到港。在1960年代時，鑑於香港食水嚴重缺乏，當時香港政府大膽構思在大埔船灣興建兩條堤壩把島嶼連起來成為船灣淡水湖，成為全球第一個「海中水庫」；在1970年代，政府也以同樣方法，在西貢糧船灣洲興建萬宜水庫。現在，香港17個水塘的總儲水量達5.86億立方米。除此之外，還有小量但重要的樽裝水。
現時，香港的用水分為食水和鹹水（海水）兩種。食水主要用於食用、灌溉等用途；而鹹水則用作沖廁之用。食水和鹹水分別由兩組完全獨立系統所供應。水在離開濾水廠或由海中抽取後，便由抽水機或水向低流原理輸送到各個位於不同地點和高度的配水庫，然後再供應給附近地區。食水系統從遍佈香港山頭和郊野公園的引水道開始；海水系統則從海旁抽取海水所經的進水口結構及隔濾網開始。

## 供應歷史

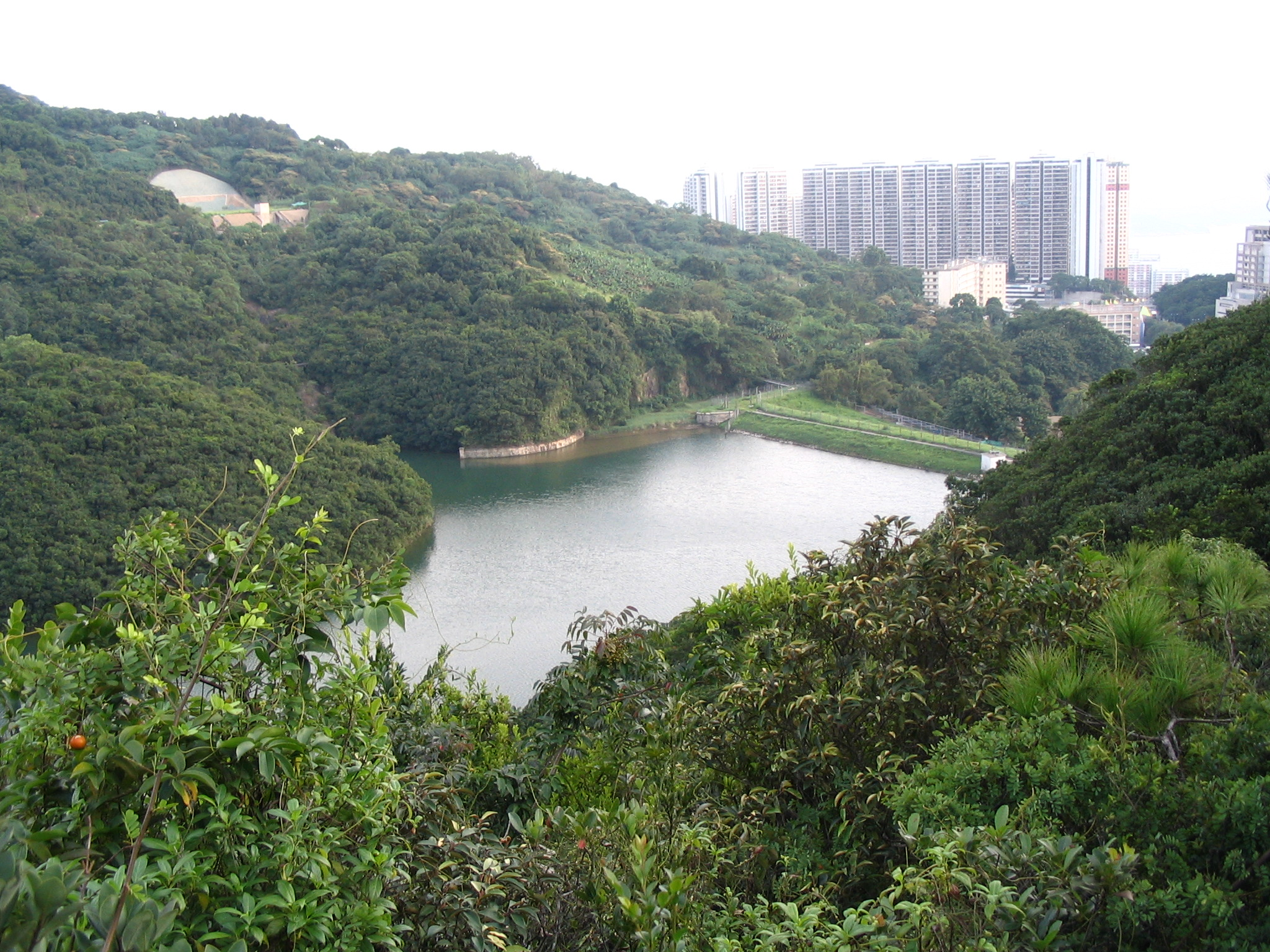
香港首個水塘──薄扶林水塘

香港缺乏湖泊、河流及地下水等天然水源，降雨量亦不足以維持食水供應，19世紀中、開埠前後主要依靠山澗溪水和地下水源，大多數中國居民從私人開鑿的井水和溪澗取水，原居民甚至用竹枝築建渡槽，把山上的河水引進家園和耕地，而當時的歐洲人則通常在住所附近開掘私家水井取水。以往，黃泥涌附近的溪澗是比較可靠和充裕的水源，政府便參考中國傳統農業灌溉技術，利用竹筒接駁成水管以供應附近洋人住宅區。山水後來不敷應用，政府便於1851年開鑿五口水井，但這種水源經常受到污染，成為傳染病溫床。在1860年以前，政府亦在主要河流上游地區為公眾興建小型池塘儲水。
1850年代，香港政府因應洋商要求，積極考慮公共供水計劃。時任港督威廉·羅便臣爵士於1859年懸獎1,000英鎊徵求供水計劃；最後採納英國皇家工程署工程監督羅寧（S.B. Rawling）的建議，決定利用水塘儲存雨水，以求穏定的淡水供應，並於1863年完成興建香港首個水塘——薄扶林水塘。水塘成為了殖民地時期香港的主要饮用水來源，政府先後建成了17個水塘及水庫。重光後至1970年代初，由於人口急劇增長，經濟亦穩步成長，供水工程成為首要的基建項目，新興建的水塘工程，規模相當龐大。當中著名的有在海上興建的船灣淡水湖和萬宜水庫。

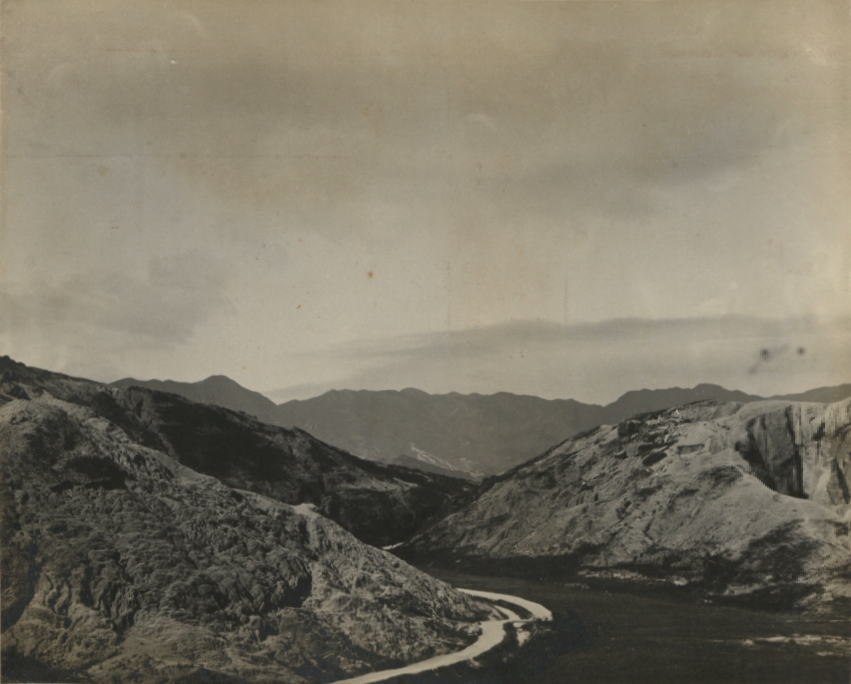
1900至10年代九龍供水系統的集水谷

雖然不斷興建水塘，但供水量仍不足以支持快速增長的人口。在1963年6月至1964年5月，香港就因嚴重天旱，實施最高等級的制水，市民每4天才能獲得供水4小時。1960年代，在船灣淡水湖和石壁水塘建築工程進行的同時，香港政府亦開始跟中國廣東省商討購買淡水，至1960年11月達成協議。1961年2月，香港首次接收由廣東省出售的深圳水庫存水，深圳水庫先將存水排入流到深圳河的支流，香港從深圳河抽取購得的淡水，再經由輸水管及輸水隧道將淡水從邊境輸送到大欖涌水塘。當時亦有商人把食水從珠江口以郵輪運到香港圖利，其他商業船隻則捐出在船上生產的蒸餾水或由海外運送清水到港。不過在往後年代仍需不定時制水，從而出現《制水歌》和歌謠反應當年制水的情況。在1960年至1989年之間，香港政府和廣東有關當局簽署了五份供水的協議。自此開始，香港的饮用水主要來源逐漸由購自廣東省的东江為主。在1982年6月1日，香港政府亦解除長達60年的限制用水法例，實現24小時供水。2008年至2009年，香港的食水每日消耗量為262萬立方米。

### 粤境引水

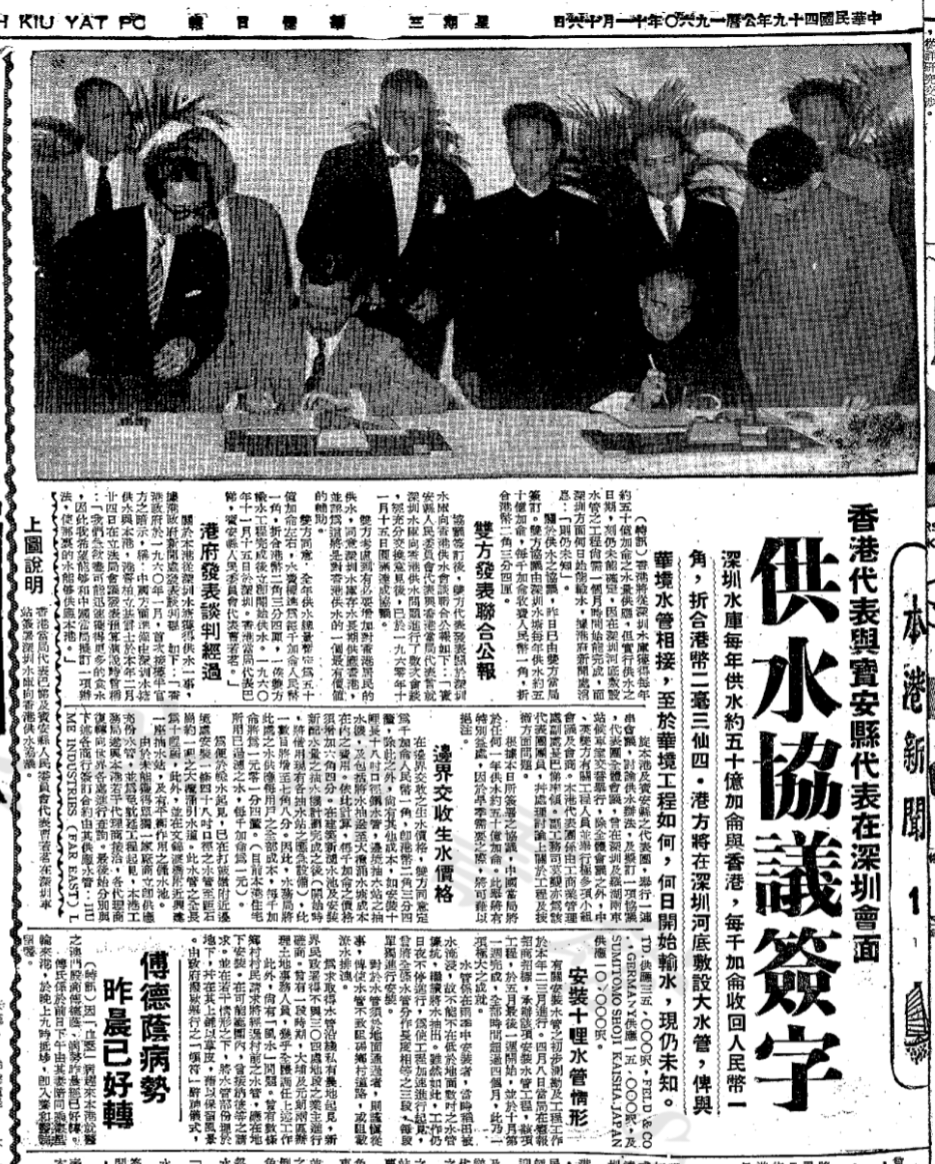
1960年11月15日，香港政府和廣東省政府簽署購買淡水的協議

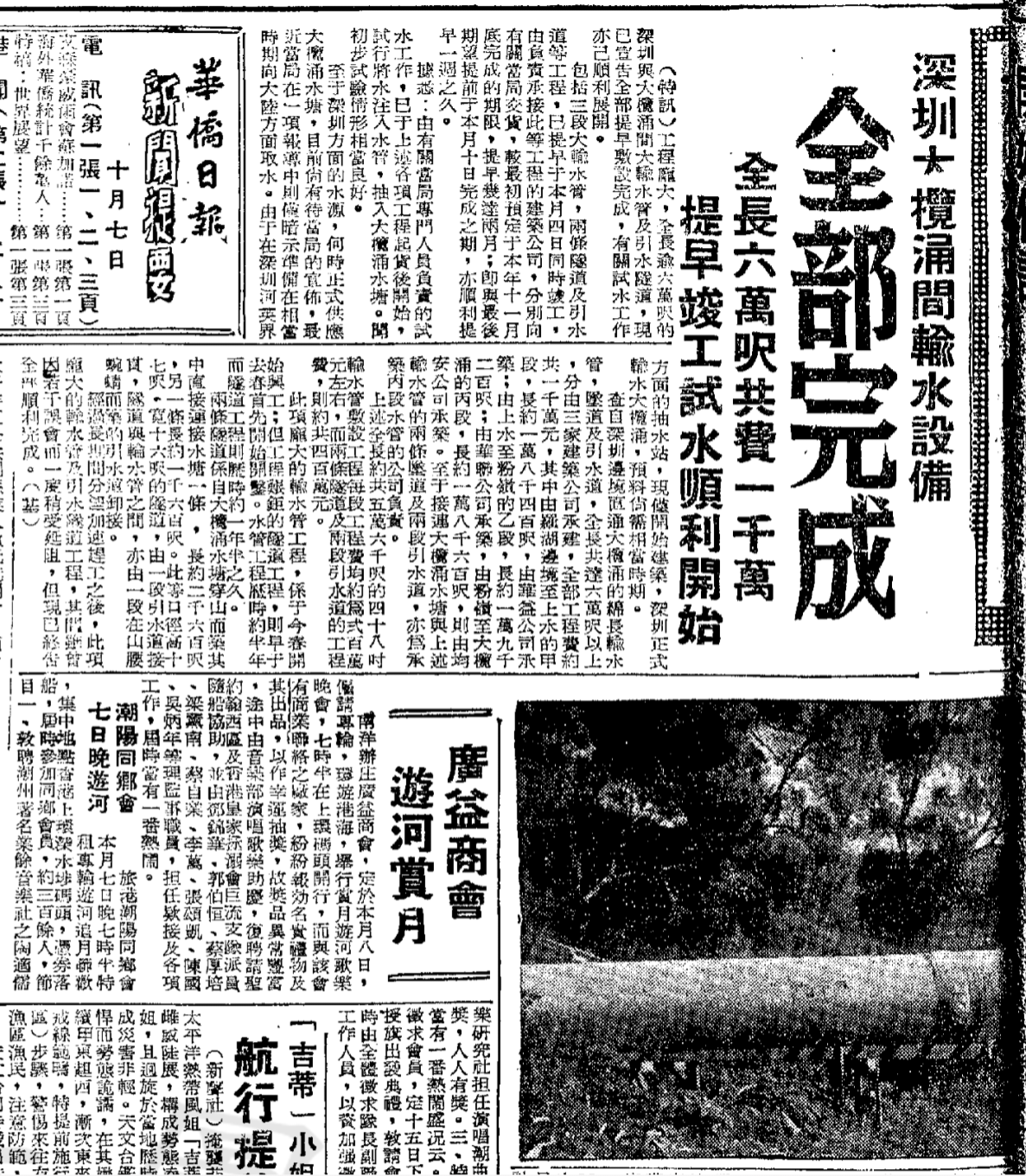
香港境內由鄰近深圳的邊境至大欖涌水塘的輸水工程在1960年10月初已完工及開始測試，比香港政府和廣東省政府在11月15日簽署購買淡水的協議還要早逾一個月

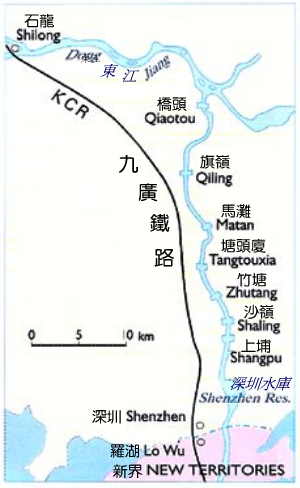
東江水輸港地理資料

1957年大欖涌水塘啟用時，港府隨即開始鋪設連接邊境及大欖涌水塘的水管和開挖輸水隧道，為購買中國廣東省的淡水做準備，接收跨境供水的輸水工程於1960年10月完工，港府在此期間與廣東省政府進行購買淡水的談判。1959年廣東省政府下達廣州市自來水公司為香港供水工程提供設計的任務。由深圳水庫安裝水管至邊界，年供水量為2500～4000萬立方米。在寶安縣的共同努力下，於1961年農曆新年開始輸水到香港。而在1960年11月，香港政府就先與廣東省寶安縣人民委員會達成協議，香港每年會向廣東省購買2300萬立方米的水，每年供應增加1千萬立方米以應付人口增長的需要。由此香港開始跨境購買廣東省的淡水，當年港府每年從深圳引進2,270萬立方米的淡水，以解決香港水源不足的問題。
隨著中國方面安裝水管將深圳水庫來自東江的存水接駁到香港邊界的工程接近完工，港英政府與中國廣東省政府在1964年達成購水協議，香港將每年從廣東省購入6,800萬立方米的淡水，這項跨境供水協議於1965年生效，可是在東江水供應香港第二年的1966年，就因為中共最高領導人毛澤東發起文化大革命而大受影響，1967年香港春夏缺乏降雨陷入旱災，當年2月開始制水，並且因旱情持續而逐漸將制水升級，禍不單行的是香港左派響應文革風潮發起六七暴動，由於港英政府堅持鎮壓受中國當局支持的左派動亂，雙方關係急劇惡化，中國政府拒絕港府的供水要求，由於東江水供應中斷，旱情仍然嚴峻，香港在7月起需要實施第七級制水，亦即每四天供水四小時，香港居民在東江水供港協議生效下仍然要過著隔日供水的日子，香港左派則企圖利用制水激化矛盾及向港府施壓，直至8月中旬有兩個颱風吹襲香港，並且帶來大量降雨，之前因乾旱缺水露出乾裂塘底的部分水塘也在連日大雨下滿瀉，1967年的旱情於8月下旬結束，港府亦得以宣告解除持續近一個多月的第七級制水。雖然在8月起香港雨量大增，同年10月中國政府也恢復供水，暫時不用為度過11月至翌年年初的旱季再次制水，但1967年向中方購買淡水被拒而導致供水困難的經歷，使得港府不得不投入巨資推進萬宜水庫及樂安排海水化淡廠等本地大型供水工程，以提升香港供水的穩定性。1970年代中港關係回穩，港府在1972年同意增加採購量至8,400萬立方米，至1976年更增至1.09億立方米。在1978年所達成的協議中，廣東省當局同意將年供水量由1979年的1.45億立方米逐步增至1982年的1.82億立方米。雙方又在1979年12月進一步磋商，並於1982年再作修訂。根據新協議，雙方同意廣東省在1982年為本港提供2.2億立方米饮用水，其後每年可增加供水量直至1995年。1989年廣東省當局和港府簽署長期供水協議，規定供水由1995年的6.9億立方米，續年增加，在2000年時已達到7.8億立方米。供水系統現時的設計最高供應量是每年11億立方米。
1990年代開始，香港工業北移，用水量顯著下降。經長時間商議後，港府與廣東省當局在1998年達成協議，雙方同意1998年至2004年內供水量的每年增幅可減少2,000萬立方米。結果，7年內的總供水量累積減少了5.6億立方米。廣東省方面也同意有關每年最終供水量11億立方米的條文會維持不變。2008年12月簽訂新協議，根據這項綜合協議安排，港府會每年一次過向廣東省方面付款，在現行協議下，每日供水比率會有較大靈活性，以配合於本地收集所得的雨水在季節上的變化，這會使香港能更有效地控制水塘的存水水平，從而減少浪費情況，並節省抽水成本。
2011年12月5日，時任發展局局長林鄭月娥與廣東省水利廳廳長黃柏青在深圳簽署2012年至2014年東江水供水的新協議。根據新協議，香港將於2012年繳付35億3,870萬港元、2013年繳付37億4,330萬港元和2014年繳付39億5,934萬港元的固定總金額，作為購買東江水的費用。這增幅反映了粵港兩地預測的通貨膨脹和人民幣兌換港元的升值。
為了應付百年一遇的大旱，香港每年地購買上限為8億2千萬立方米的東江水，但是實際上供應香港的東江水數量視乎需求而定，即使當年實際供應水量低於上限，中國大陸亦不會退回多收取了的水費。2012年11月30日，水務署表示香港於同年耗資了35億4千萬元購買最多8億2千萬立方米東江水，但是實際上只有7億1千萬立方米東江水供應香港，亦即香港購買每立方米東江水多支付了6角6仙，總共涉逾5億1千5百萬港元。
2013年3月19日，發展局表示將會於2014年與廣東省洽談於2015年後購買東江水的價格，價格將會按照運作成本及物價升幅等洽談。
2017年簽署2018年至2020年東江水供水的新協議，未來3年供港東江水的付款總額逾144億，較上份協議上升約7%。

### 用水收費

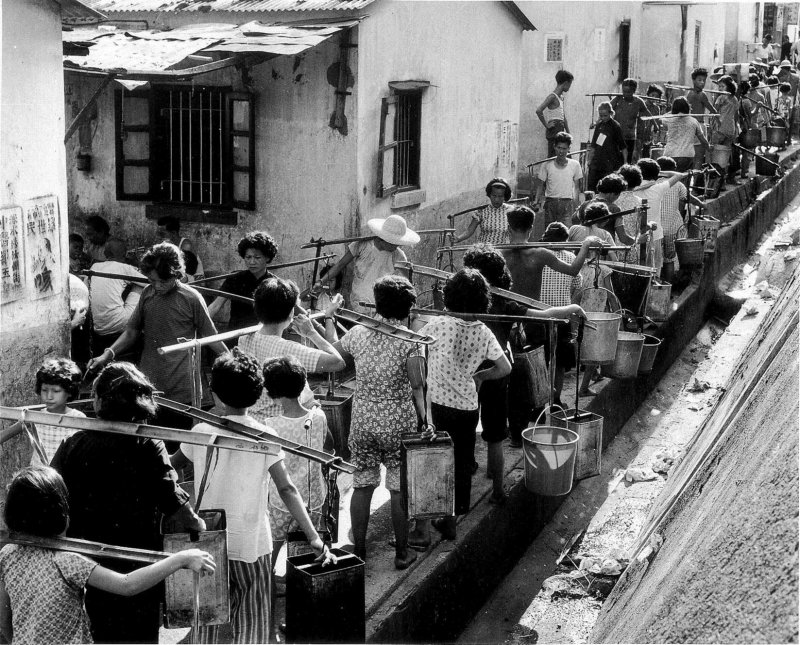
居民排隊取水

1897年首先在九龍引進水錶及收費制度，當時的九龍水務辦事處推出以水錶量度住宅和商業樓宇的用水量。每戶每人每天耗水限於15加侖（68公升）。水費以每1000加侖（4.5立方米）收費2.5角計算。有關使用水錶的收費規例於1897年獲得通過，為今後的水費制度奠定基礎。
參考1902年《查維克報告》作出的建議，政府於1902及1903年通過新法規，授權全港安裝水錶和推行「用者自付」的政策。
由於港島區的商人跟九龍區同業不同，一直享有著免費的供水服務，為避免繳費，一些私人用戶非法接駁喉管到公共水管取水，立法局就此進行激烈辯論。1903年，政府宣布私人用戶每三個月可免交首2000加侖（9立方米）的水費，之後每1000加侖（4.5立方米）用水收取5角，水錶租金則按接駁喉管的大小及用水流量而定，從1至11元不等。
在1995年2月16日定下的漸進式收費率計算水費延用至今（1995年4月1日引入污水處理服務收費計劃，向市民開徵與淡水用量掛鈎的排污費），水費持續「凍結」20多年。住宅用戶的水費一般是每4個月結算一次。計算水費的方法是將用水量分為4級，然後按每級的漸進式收費率計算水費，首12立方米的用水量免費，其後每31立方米用水收費4.16元，商業用水方面，每一立方米收費4.58元。不過2014年財政預算案表示，政府將檢討水費等多項公共收費，基於用者自付原則，年底前檢討是否加水費。

### 價格爭議

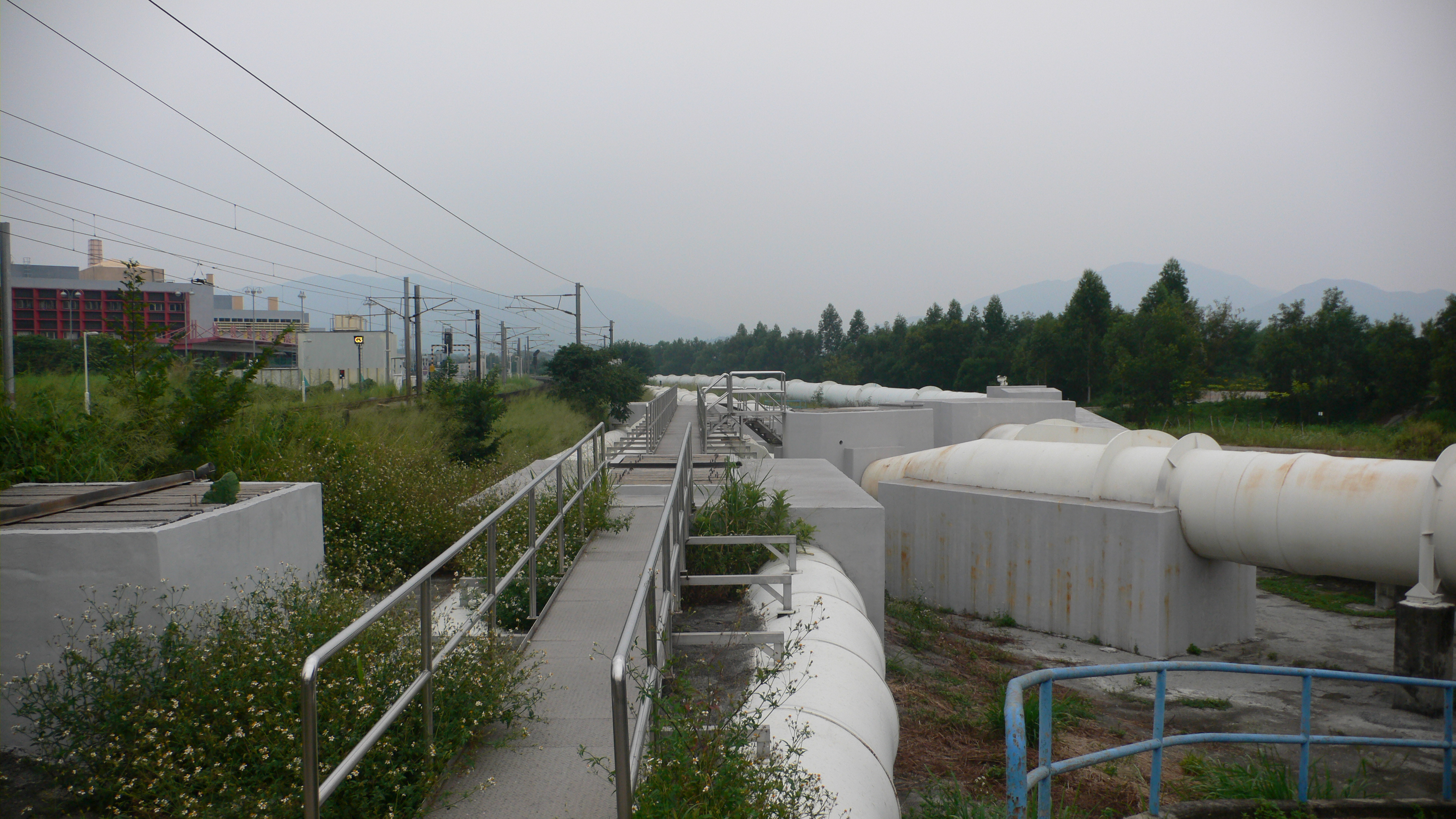
香港供水主要來源東江水輸水管

2008年10月28日，香港立法會發展事務委員會一份關於東江水的供應的文件顯示；香港用水量沒有顯著的增加，香港水塘儲水充足，出現水塘滿溢的情況，在1998年至2003年期間已把約值30億港元的多餘東江水排入大海，引發傳媒大幅報導，稱此舉為「倒錢下海」。2005年香港各水塘總存水量為5.54億立方米，佔總容量94.64%。而於同年，因連場豪雨，導致水塘滿溢而要排出大海的淡水達1.09億立方米，如以當時東江水價計算，即逾3億元。
2010年，香港有立法會議員抱怨廣東東江水價過高，就以過去5年來說，每年向廣東買水的花費是24億港幣。以2002年為例，合約訂定買水量是8億立方米，但香港實際用水是7億4千4百萬立方米，按東江水價每立方米港幣3元8角半計，這樣就有1億7千3百萬港幣倒在海裡。但廣東和香港的供水合同要2010年屆滿後方可檢討，香港建制派政黨民建聯立法會議員陳鑑林多次和廣東省官員會面，希望更改目前的不平等條約，改成供水量實報實銷，他還準備帶團到北京向中央請願。香港中文大學經濟研究員王家英認為，東江水供應香港是在英國殖民地時代達成的，當時香港政府高估了香港人口的增長和工業用水，而形成當前東江水供多於求，他稱透過中央的壓力要廣東省減價違反了商業行為，因為這個先例一開就破壞了香港一貫行之有效的商業的精神。
根據2011年9月5日《信報》報道，維基解密於2011年9月公開的近千份美國駐港總領事館的機密電文，當中涉及跟香港民生相關的事務，有電文透露原來在2009年廣東省出現嚴重旱災時，港方曾提出透過減少輸港供水以助紓緩旱情，但建議被婉拒，報章認為這跟有關方面更希望確保高達30億元的供水協議可全面落實有關，報道又指廣東省供水生意，原來利潤高達5成，豐厚程度猶如無本生利。
人們常以香港購買東江水價格跟新加坡向馬來西亞購買價格作比較，以2002年計算，新加坡向馬來西亞購入水是每4540升0.8美分，兩國曾經因為供水而發生糾紛。2002年8月6日，马来西亚首相马哈迪·莫哈末反擊新加坡總理吳作棟表示，香港從中國大陸購水的價格是每4540升2.1美元，比較馬來西亞向新加坡提供的水價貴260倍，暗示馬來西亞向新加坡供水的價格很低廉。就香港購買東江水的價格及多次加價所引起的爭議，有評論指責廣東當局開天索價，香港政府軟弱。根據中國大陸《瞭望東方周刊》於2011年年底的報道，香港於2012年購買東江水約每立方米4.32元，比較供予東莞的東江水價格0.5元及供予深圳的價格0.96元高出數倍（但提供是未經處理的「原水」）。
香港思匯政策研究所劉素向該周刊表示，香港從東江獲益，飲水思源，有責任有義務“反哺”水源地，尤其是經濟欠缺發達地區。中国对水源地的生态效益的经济补偿一直在讨论完善中，即由国家协调建立一种流域上下游区际生态效益补偿机制。华南环境科学研究所马小玲研究员认为建立生态补偿机制就是要使得生态补偿能持续、稳定地进行。而跨省的补偿也一直不是很健全，为了保护东江源，江西省关闭了很多工厂。保护生态的效益香港需要向广东提供补偿，但最初几十年江西都没有从广东或香港得到很好的补偿。江西省方面经过长期的协商，双方才达成协议，广东从香港提供的资金收益中划拨一部分资金作为东江源的生态补偿。水费应视为部分对河源地区的生态补偿。
東江水水價在10年間飆升一倍，由2007年每立方米3.489元，加價至2016年的7.14元（2019年，新加坡海水化淡價格為每立方米7.8元），加幅之大受到質疑，除了價格高昂外，香港一直以「統包總額」支付東江水費用，但每年本港實際用水量只達上限85%，致浪費大量食水、公帑。現時，在港上市的國企「粵海投資」的分公司「廣東粵港供水有限公司」擁有向香港供水的專營權，而向香港供水，為其主要收入來源之一，粵海投資2016年的業績報告顯示，其對港供水業務的收入高達44.92億元，2017年的對港供水收入，將進一步升至47.78億元，增長超過6%。
事實上社會上早有呼聲要求政府改以「按量付款」的方式購買東江水，惟發展局局長卻指這方法不可行，原因就是廣東省政府難以就供水量提供保證，惟這說法是否成立實成疑問。粵海向香港、東莞、深圳的供水業務之中，只有香港以「統包總額」方式購買東江水。由立法會前主席曾鈺成牽頭的香港政策研究所香港願景計劃，在2016年發表的一份研究報告，根據是自2000年粵海投資公司上市後，在香港供水項目的收入連連上升；然而，根據粵海投資在2008-2009年、2012-2013的業績年報，其向深圳、東莞售水項目的收入分別錄得下跌，而在兩段時間，深圳、東莞的用水量分別錄得下降，所以東莞及深圳兩地供水卻是按量收費。

### 海水化淡

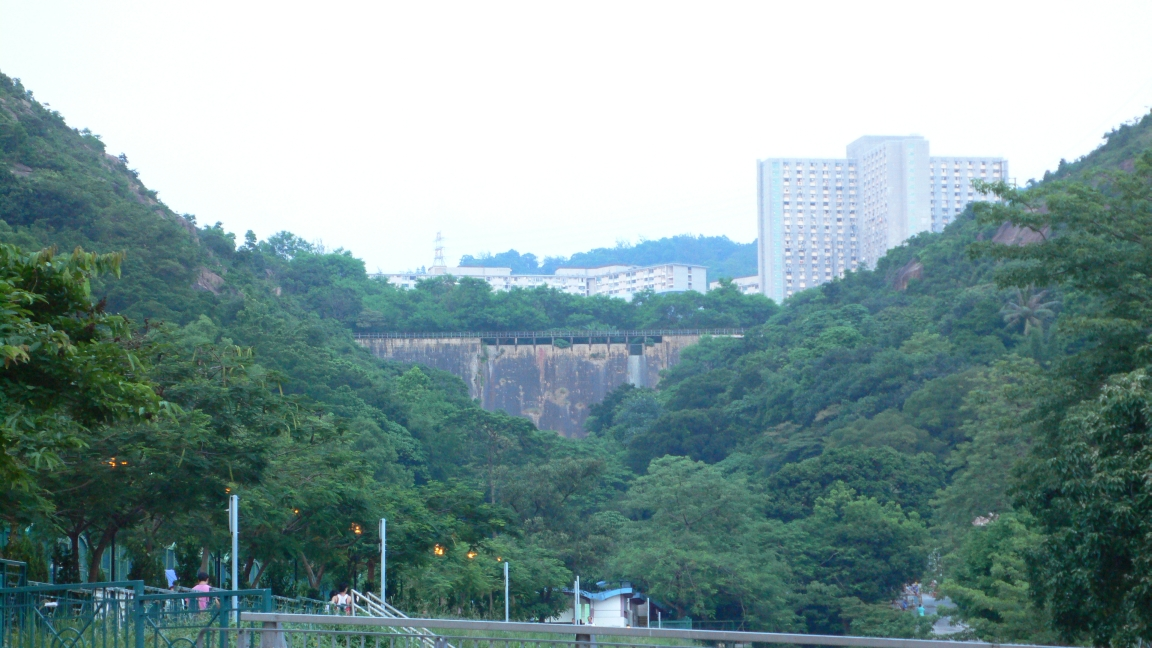
佐敦谷水塘剩餘主壩

香港過去曾有樂安排海水化淡廠進行海水化淡。因為中国在1960年代發生文化大革命政治爭鬥，與英國關係變差，香港政府為免過於依賴中國東江水，所以曾考慮以海水化淡的方法來取得淡水，並曾於1967年計劃發展荔枝角焚化爐成為首座化淡廠，但不果。及後，香港首座海水化淡廠——樂安排海水化淡廠，於1972年開始興建，1975年建成並開始運作，因為採用高温蒸餾技術，所以燃料成本很高。經過數年運作後，便因為運行成本高昂及來自東江的供水日趨穩定的關係，而在1982年被停用，並在1992年以爆破方式局部拆卸。另外，政府亦曾於1977年與香港電燈及中華電力研究，共同興建兼具海水化淡功能的發電廠，但最後不果。
此後雖然社會仍有零星討論使用海水化淡作為水源的補充，但因成本、技術、需求和可行性等（成本過高須增加水費及其他稅收），政府一直沒就此展開新的討論和研究，只表示會密切留意有關海水化淡的技術發展，並參考國外以色列和新加坡等海水化淡有成熟先進經驗地區。直至2003年，政府才展開先導研究，在屯門和鴨脷洲試驗「逆滲透」海水化淡技術，並在2007年完成逆滲透海水化淡技術的先導研究，確定在香港採用逆滲透技術的可行性，生產的食水能符合世界衞生組織所定的飲用水標準，加上海水化淡的成本會隨著技術進步而下降，故在2013年2月27日再次展開海水化淡研究。
財政司司長曾俊華透過《2013年至2014年度香港政府財政預算案》表示，國家的淡水資源有限度，而廣東省對東江水的需求也日益增加。面對水資源日趨缺乏的挑戰，香港政府一方面需要加強公眾教育，鼓勵香港市民節約用水，同時亦須要開發新水源，在氣候變化及香港人口增長下，仍足以維持穩定的供水。香港政府已經在將軍澳預留土地，並於2012年展開在上述土地興建中型海水化淡廠的研究，對海水化淡進行的詳細規劃及勘查，包括可行性和成本效益的研究。該海水化淡廠的預期產水量只佔全香港用水量的百分之5至10，政府期望透過海水化淡技術的持續改進，令成本進一步降低。香港作為沿海地區，海水化淡長遠可以成為香港的另一水源，減低香港對其他水源的倚賴，以應對全球溫室效應產生的極端氣候變化帶來的不利影響。
政府在將軍澳為興建海水化淡廠預留了土地，將軍澳海水化淡廠位於將軍澳137區，面積約10公頃。海水化淡廠第一階段的設計、建造及運作合約已批出，建造費約90億港元，於2023年12月22日投入運作，採用逆滲透技術。海水化淡廠落成初期，海水化淡年產量為5,000萬立方米，僅佔香港用水量的百分之5；當廠房規模完成進一步擴建，每年產量將可達9,000萬立方米，所佔供水量將可提升至百分之10。香港政府同時會探索其他供水水源，包括研究使用再造水及雨水集蓄方案。

## 沖廁水

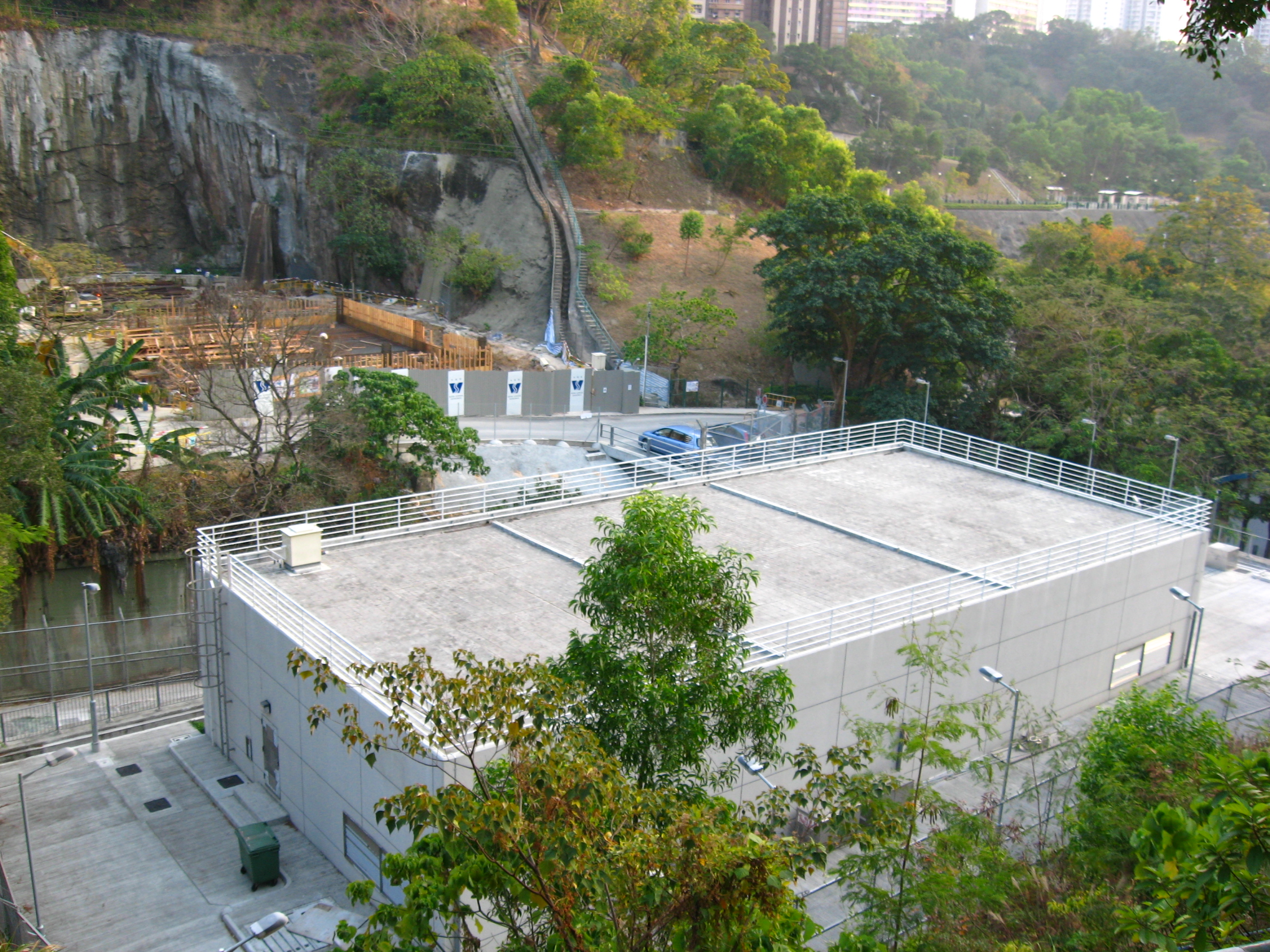
沈雲山海水抽水站

由於香港淡水資源缺乏，水務署自1958年開始引入鹹水（即海水）作沖廁及部分消防用途，以減少淡水的消耗，至今是世界上廣泛使用海水沖廁的少數地區之一。到2015年，海水供應網絡已覆蓋香港達八成半人口，每年節省約2億8,000萬立方米的淡水，相等於香港約兩成的總水用量。2001年，香港海水沖廁系統曾獲英國水務及環境管理學會頒發「Chris Binnie 持續水務管理大獎」，此獎項表揚一些改善水資源的可持續性，並且造福社會的項目、政策或研究。
在海水沖廁系統設立初期，香港曾建有如佐敦谷水塘及馬游塘水塘等露天的鹹水水塘。鹹水的供應範圍最初限於政府及政府補助的高密度住宅，其後擴展至市區及新市鎮。系統起初不受歡迎，因為每棟樓宇必須另建管道才能配合系統運作。自1972年起，海水改為免費提供，當局透過徵收水費收回系統成本。至1991年，香港使用海水沖廁率約百分之65；至2014年達約百分之80；至2015年，隨著新界西北海水供水系統投入運作，普及率達到百分之85；而海水供應網絡下一步將會擴展到位於大嶼山的東涌。海水沖廁的海水是免費供應；淡水沖廁的水費則每4個月結算一次，不過首30立方米用水免費。
2013年，香港的沖廁海水用量平均每日762,560立方米。沖廁水所需的標準雖然比較食水為低，不過仍然需進行一些基本的處理程序。海水自海中抽取後，先由隔濾網除掉比較大的雜質，之後再用氯氣或次氯酸鹽（漂白劑的主要有效成份）消毒後，才供應給用戶。

### 海水供應系統
沖廁水供應系統採用「調節池」式配置。海水從抽水站的輸水管直接抽送到用戶單位，而剩餘的水則送往海水配水庫儲存。整個沖廁水系統包括接近40個抽水站、總儲存量近25萬立方米的50多個配水庫和約1,600千米長的水管。喉管物料主要為水泥內搪的球墨鑄鐵管、水泥或環氧樹脂內搪的軟鋼管，及塑料（聚乙烯）管。大部分海水抽水站都位於海堤邊或附近，方便直接地把海水抽進沖廁水的分配網絡。海水首先經過隔濾網隔去穢土，然後流進抽水站。抽水機設置於深層泵房內及裝嵌在海平面下，一般以不銹鋼製造。海水加入由電解氯氣機所產生的次氧酸鈉作消毒後，才加壓輸送往用戶。次氧酸鈉所產生的餘氯，亦可防止海產和藻類在配水管內生長。

### 臨時淡水沖廁
如該區未有海水供應及其他可替代方案，水務處會提供臨時淡水沖廁（Temporary Mains Fresh Water for Flushing, TMF）。1960年代後，後獲水務監督批准的的水管工程均使用抗海水侵蝕的物料，以便將來轉用海水沖廁。當海水供應已覆蓋該區時，水務處會通知用戶進行喉管接駁工程，並會在3個月內停止臨時淡水沖廁。
2013年7月31日，香港有兩成人口，即130多萬人口使用淡水沖廁，地區包括南區、山頂、西貢、北區（粉嶺、上水）、元朗、屯門東及離島區，2015年3月21日，水務署成功啟用新界西北區海水供水系統，新界西北（包括屯門東、洪水橋、天水圍和元朗市中心等）及薄扶林區內的樓宇已可轉用海水沖廁，並計劃把海水供應網絡擴展至東涌。而港島山頂、南區、西貢及離島區人口比較分散，所以並無制定海水沖廁的計劃。而北區未獲提供海水沖廁，是因為人口比較密集的上水和粉嶺區不貼近任何海岸。
淡水沖廁年耗8200萬立方米淡水。住宅使用之沖廁淡水由政府補貼，一年花去超過三億公帑。水務處現正開始擴建於薄扶林、元朗及天水圍冲廁用的海水供應系統；新界西北的海水沖廁水系統已於2015年初完工，獲供海水冲廁的人口提升至八成半，東涌海水供應系統的規劃工作亦已展開。而上水和粉嶺區則研究使用再造水沖廁。

## 水質監控

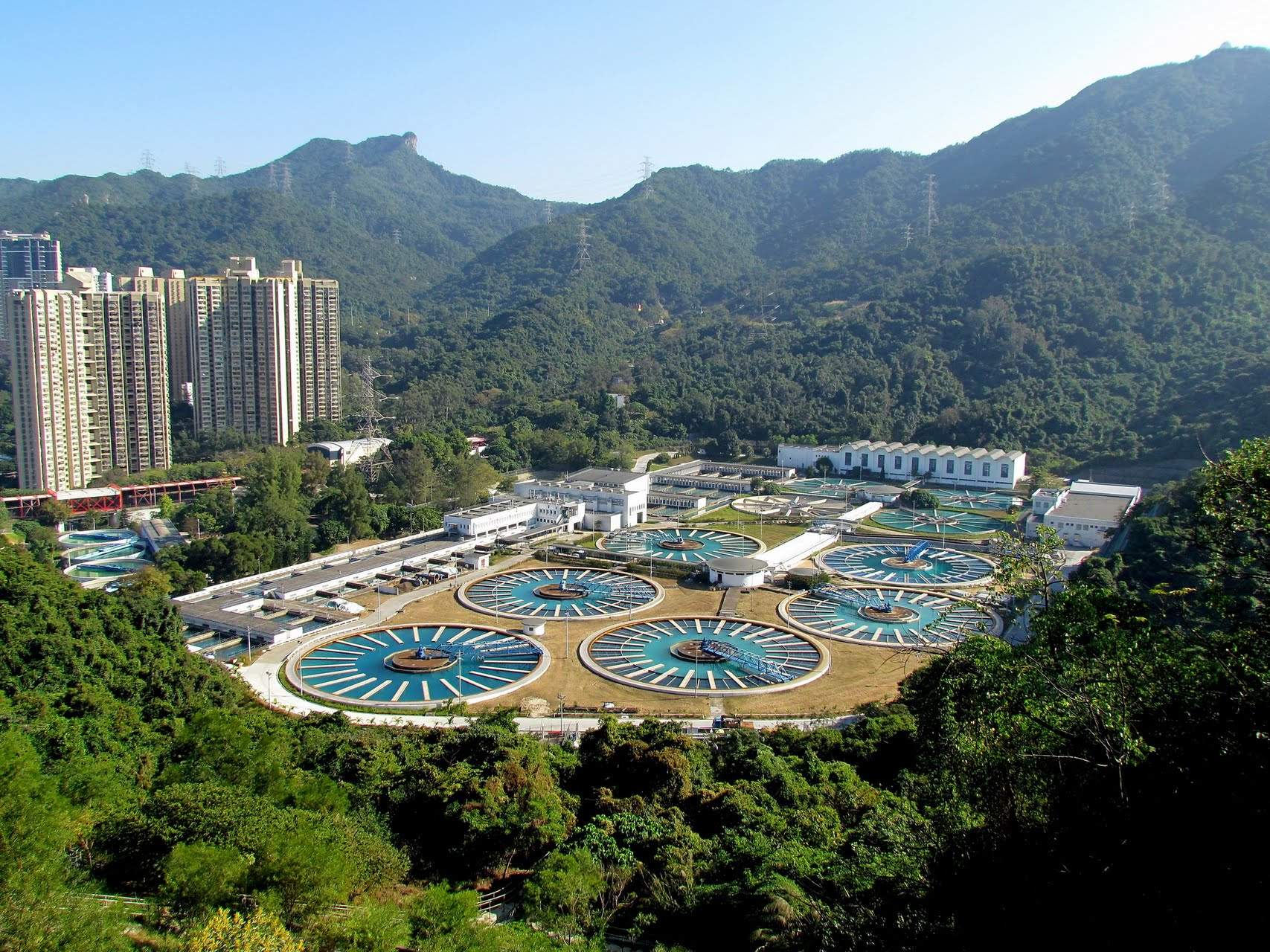
沙田濾水廠

香港水質採用世界衛生組織《飲用水水質準則》的嚴格標準，並在此標準下推行了《水安全計劃》。整個供水系統的水質，是由水務署水質科學部的專業化驗師不斷進行物理、化學、細菌學、生物學和輻射學等綜合性檢測，監察水質。在整個供水及輸水系統中，有關人員經常從濾水廠、配水庫、輸水幹管、供水接駁位置和用戶水龍頭抽取樣本進行化驗。
香港食水屬於軟水類別，含有微量的礦物質。

### 食水處理
香港現時共有21間濾水廠，負責處理食水。在濾水過程中，原水（即未經處理的水）會先被混入化學品（如明礬和熟石灰），進行攪拌，然後流入澄清池凝聚和沉澱，再流進快速重力濾水池，利用砂及無煙煤進行過濾。
過濾後的水會在接觸池內加入氯氣和熟石灰，進行消毒及調節酸鹼度，並为保護牙齒加入氟化物。為避免食水在送往用戶途中滋生細菌，微量的氯氣仍然會保留在水中。經處理後的食水會直接輸送到接駁至用戶的供水系統，或儲存於配水庫，供應市民飲用。

## 再造水
由水務署、渠務署與環境保護署合作之《再造水使用試驗計劃》於昂坪污水處理廠及石湖墟污水處理廠展開，按計劃經二級淨化處理的污水進一步淨化及消毒成為再造水，代替食水用於灌溉及稀釋化學品上，並可用於沖廁、救火及清洗馬路等其他非飲用用途。因為1立方米再生水成本為6元，與東江水及海水化淡比較，被認為相當具吸引力。
2006年秋季，環境保護署曾展開北區示範計劃，每日向上水的住宅、學校及安老院，提供再生水作沖廁、淋花以及人工溪流和噴泉等流水景色等其他非飲用用途，效果良好；但2008年年底試驗計劃完成後環保署卻將相關水管拆除，並表示無正式實行時間表。不過2014年政府表示正研究在遠離海邊的地區如上水、粉嶺和新界東北新發展地區以再造水作沖廁及其他非飲用用途，因為上述地區安裝和操作海水供應系統的成本相當高昂，水務署已展開相關的規劃工作，預計由規劃到開始供應再造水需時約八年。

### 處理程序
大部份的污水經處理並達到一定的標準後，便會排放至河流或大海。相反，再造水會經過更嚴謹的處理，令它回復清澈、無味及可供安全再用。污水會經二級處理，即以微生物分解污水中的物質，並以紫外光消毒，透過分碟形過濾器、超過濾薄膜及逆滲透薄膜三個部份，先後隔去直徑逾130微米（1微米等於百萬分之一米）及0.03微米的微粒，將水中的微粒濃度降低，最後以「逆滲透」技術，將直徑逾1納米（1納米等於10億分之一米）的物質如細菌和鹽份隔出來，成為再造水。在逆滲透薄膜處理過程中引入「壓力交換節能技術」，使整個系統可節省兩成用電量。

### 試驗計劃
首項計劃在2006年隨著大嶼山的昂坪污水處理中心啟用而正式投入運作。昂坪污水處理中心是香港首間處理再造水的三級污水處理廠，採用生物反應池、雙濾層三級濾池和消毒程序，將污水中的有機污染物、懸浮固體、營養物以及病原微生物減至極低水平。經再造的水安全無味，現在用於附近的公共洗手間及昂坪纜車站作沖廁用途，部份再造水亦會用於飼養污水處理廠內魚池的觀賞魚，及作為廠內有監控的灌溉之用。
沙田污水處理廠的再造水生產設施於2011年年初投入運作，設施主要由三組過濾部件組成，包括碟形過濾器、超過濾薄膜及逆滲透薄膜，這個再造水設施每日可產生1000立方米的再造水，用作灌溉綠化廠房的植物和稀釋污水處理過程所需的化學品。
除了大嶼山昂坪污水處理廠及沙田污水處理廠外，香港還有13間污水處理廠設有再造水設施。

## 供水系統
在香港，水務署負責管理供水系統，而污水和雨水管道系統則由渠務署管轄。香港的食水系統分成17個主要供應區，每區基本上設有數個抽水站和配水庫及各自的管道分配網。當中包括多條橫跨維多利亞港的海底管道。

### 水塘聯網
香港目前共有17個水塘，但只有兩個獨立「小聯網」，包括船灣淡水湖、萬宜水庫、下城門水塘可「互通」；城門水塘的雨水亦可單向分流至九龍水塘群組，共有4個小水塘。政府於2007年計劃興建輸水隧道，把九龍水塘群組的溢流轉運往容量較大的下城門水塘，但計劃仍在地質勘探和設計階段。

### 供水管道
香港的輸水網絡因應用水需求而逐漸發展，系統規模龐大而複雜，截至2012年4月，香港水管總長約7800公里，當中6200公里為食水管，1600公里為鹹水管。大部分水管在地底敷設。食水管的使用年限由30至50年不等，視乎地質狀況和喉管物料的種類而定。鹹水管的使用年限較短，因為海水具腐蝕作用。
水管主要為水泥內搪的球墨鑄鐵管，或水泥或環氧樹脂內搪的軟鋼管。一些新建或較細小的喉管，或會選用膠管。所有喉管在一定距離，皆裝設隔離閥，以確保當喉管進行局部維修時，只有少數用戶的供水受影響。在喉管放置方面，倘若環境許可，喉管會盡量沿路邊小徑或行人道鋪設，而不選行車道。水管沿線通常每隔250米會設置沙井，以備維修之用。

### 水管滲漏
現時香港每年平均有1,300多宗水管爆裂個案，漏走之食水佔全香港供水量達兩成。根據香港審計處的估計，2011年因水管滲漏及爆裂所造成的食水浪費高達2億立方米。因此水務署自2000年起推出《更換及修復水管計劃》，2015年前分階段更換約3000公里的老化水管，以改善供水網絡的狀況。自計劃推出後，滲漏率由2001年25%減為2013年17%至18%，期望兩年後減為15%。整項水務工程可於2014年8月底完成。
另外也實施水壓管理，水壓視乎水管位置的高低及距離配水庫的遠近而定。香港食水供水水壓平均介乎60至80米水壓。由於各配水庫大多位於高地，以確保有足夠的水壓供水，所以低地水管的水壓較高，導致較易爆裂和滲水，於是設置減壓閥來減低水壓。水壓管理工程正陸續伸展到所有主要供應區，並已經完成12個區的水壓管理研究，其餘五個現正進行研究，於2014年中完成。此外，正在七個已完成研究的供應區內進行設置水壓管理系統工程，工程包括建造地下井及安裝減壓閥和流量計。

### 樓宇供水

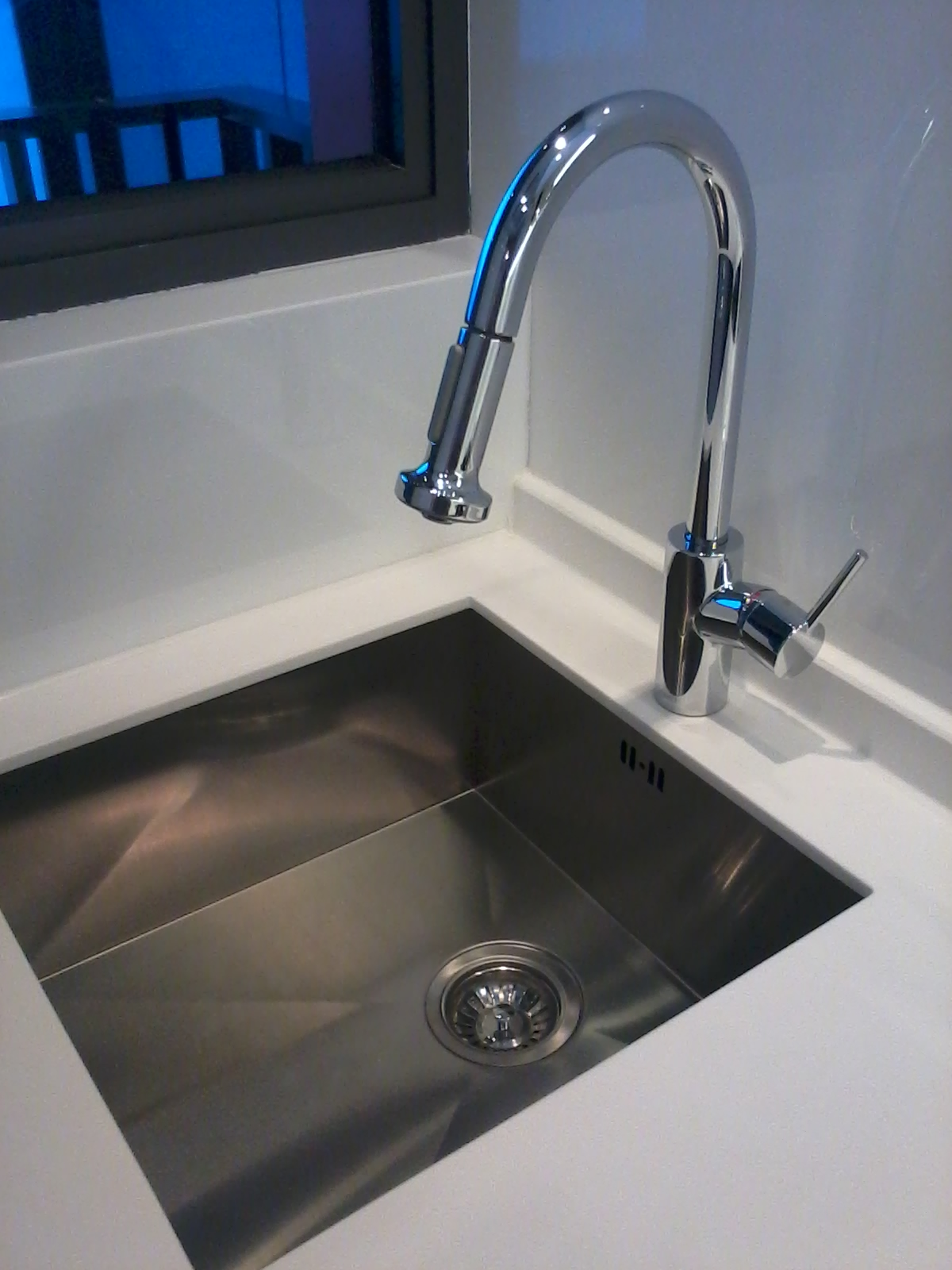
屋宇洗水槽

樓宇內部水喉系統，食水首先從供水喉管輸送到有關大廈的地下水箱，然後經大廈的內部抽水系統抽送至天台水箱，再分配到不同樓層的用戶。內部供水系統不屬於公共供水基建，須由大廈業主或物業管理公司負責管理及保養。
一般樓宇會混合採用直接式、間接式及加壓式的供水系統：
- 直接式供水系統即利用政府自來水主喉的壓力，將食水直接輸往低層的用戶單位；
- 間接式供水系統即先在大廈地下設置貯水缸，用抽水機加壓提升至天台的水箱，再利用配水支管由天台輸水至各層用戶；
- 加壓式供水系統即在供水喉管上安裝加壓水泵，增加供水的水壓，例如消防喉管；

供水系統設備包括水泵、上升管道、儲水缸、自動開關掣及配水支管。
香港自1995年起，已禁止新建大廈使用無內搪層鍍鋅鋼管。若大廈仍然使用無內搪層鍍鋅鋼管，則應更換有內搪層鍍鋅鋼管、銅管、不鏽鋼管或聚乙烯管。

## 水力發電

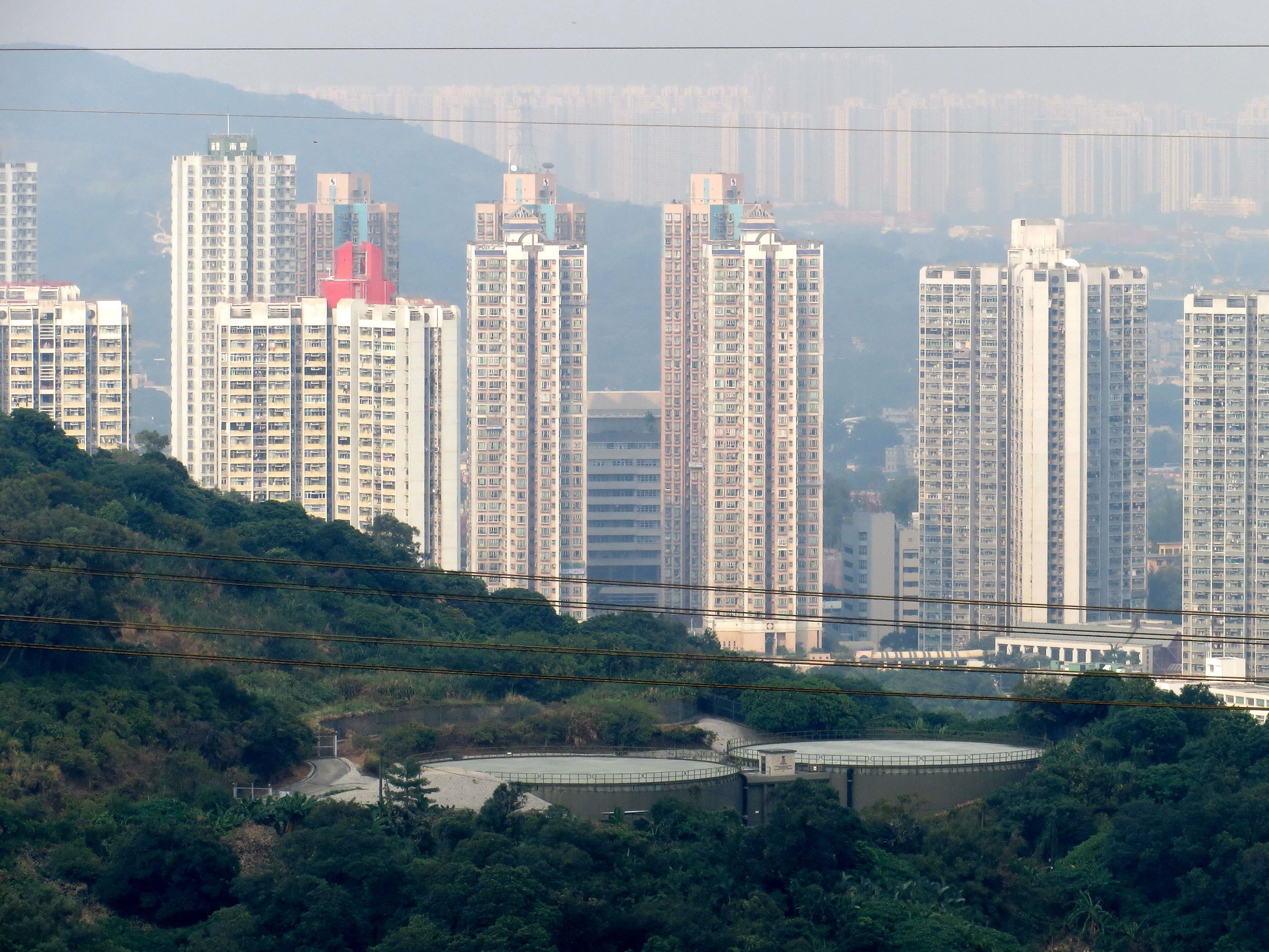
位於菠蘿山的屯門北海水配水庫

水務署2013年5月在屯門濾水廠建立香港首個水力發電的渦輪機組，水力發電系統由水務署自行構思和設計，是全球少數能建在濾水廠的水力發電站，系統全自動化，更會按每日水壓，調節發電機運轉速度，改善發電效能，整個計劃共耗資2,000萬元，第一期工程於2013年5月完成，會建設發電機房、供電設施和一台渦輪發電機組，首台發電機組已開始投產，第2台機組於2017年2月完工。並會與電力公司的高壓供電網絡連接。
屯門濾水廠淡水來自七公里外的大欖涌水塘，由於水源增加，水塘供水日趨穩定，成為濾水廠用水力發電的契機。水力發電屆時能為廠內設施每年提供300萬度電力，節省240萬元電費，佔濾水廠現時電費的10%，並減排約2,000公噸二氧化碳。現時全港共有21個濾水廠，水務署將全面評估使用該技術的可行性。而政府計劃將沙田濾水廠重置於岩洞內，經水務署初步估計，新位置亦能夠加入水力發電裝置，以便利用來自萬宜水庫輸水的剩餘水壓，在經過詳細評估後，有望將發電機組工程加入重置計劃內，進一步善用再生能源減排。

## 水資源管理
為回應大眾對水資源的關注，水務署在2008年推出《全面水資源管理》計劃，計劃預計至2030年為止。計劃包括四大方面：開發新水源、節約用水、使用再造水和管理水資源。居安思危，更好地應付未來難測的變化，例如氣候劇變及雨量下降等，策略重點是「先節後增」，強調節約用水，以控制用水需求增長，並加強供水管理。計劃的主要重點乃根據水的供求列出：
供水管理措施
- 積極考慮使用再造水（包括循環再用洗盥污水及雨水）；
- 發展海水化淡的方案；及
- 加強保護水資源。

用水需求管理措施
- 加強公眾教育，宣傳節約用水；
- 提倡使用節約用水的器具；
- 透過更換及修復老化水管計劃，利用新科技改善水壓管理及滲漏偵察，從而加強控制滲漏；及
- 擴展海水沖廁系統。

## 耗水量
以下為2003年至2011年各年度的供水消耗量（以百萬立方米為單位）：
| 淡水           | 2003年至2004年 | 2004年至2005年 | 2005年至2006年 | 2006年至2007年 | 2007年至2008年 | 2008年至2009年 | 2009年至2010年 | 2010年至2011年 |
| 每年耗用量     | 963.99         | 954.62         | 966.92         | 963.59         | 950            | 957.31         | 949.13         | 930.94         |
| 每日平均耗用量 | 2.63           | 2.62           | 2.65           | 2.64           | 2.60           | 2.62           | 2.60           | 2.55           |
| 每日最高耗用量 | 2.91           | 2.79           | 2.82           | 2.84           | 2.81           | 2.86           | 2.83           | 2.72           |
| 海水           | 2003年至2004年 | 2004年至2005年 | 2005年至2006年 | 2006年至2007年 | 2007年至2008年 | 2008年至2009年 | 2009年至2010年 | 2010年至2011年 |
| 每年耗用量     | 244.31         | 259.83         | 261.63         | 261.66         | 274.23         | 271.08         | 271.96         | 269.38         |
| 每日平均耗用量 | 0.67           | 0.71           | 0.72           | 0.72           | 0.75           | 0.74           | 0.75           | 0.74           |

## 雨量及集水量
香港總面積為1 098平方公里，其中約三分之一的土地已發展為集水區，其中包括：引水道、引水隧道、水塘、濾水廠、抽水站、配水庫及水管等。
以下為2003年至2009年各年度的降水量及供水量：
| 降水量 (毫米)        | 2003年至2004年 | 2004年至2005年 | 2005年至2006年 | 2006年至2007年 | 2007年至2008年 | 2008年至2009年 | 2013年至2014年 | 2014年至2015年 |
| 香港天文台雨量紀錄   | 2 073.6        | 1 609.2        | 3 239.2        | 2 589.6        | 1760.8         | 3070.0         | 2959.0         | 2493.3         |
| 集水區平均雨量紀錄   | 2 099.5        | 1 179.2        | 2 732.6        | 2 356.5        | 1533.6         | 2520.9         | 2453.5         | 1596.0         |
| 集水量 (百萬立方米)  | 2003年至2004年 | 2004年至2005年 | 2005年至2006年 | 2006年至2007年 | 2007年至2008年 | 2008年至2009年 | 2013年至2014年 | 2014年至2015年 |
| 舊水塘組             | 112.34         | 58.49          | 122.31         | 110.23         | 87.07          | 113.52         |                |                |
| 船灣淡水湖及萬宜水庫 | 140.09         | 51.66          | 176.74         | 208.21         | 100.67         | 219.00         |                |                |
| 從廣東省輸入水量     | 764.40         | 815.28         | 729.64         | 613.17         | 754.28         | 620.76         |                |                |
| 合計                 | 1 016.83       | 925.43         | 1 028.69       | 931.61         | 942.02         | 953.28         |                |                |

## 水庫儲水量
香港需有足夠的存水量，始能維持正常的食水供應。各水塘及其存水量表列如下：
| 水庫 （開始供水年份）   | 水庫最大儲水量（千立方米） |
| ----------------------- | -------------------------- |
| 薄扶林水塘 （1877年）   | 233                        |
| 大潭上水塘 （1889年）   | 1 490                      |
| 香港仔下水塘 （1890年） | 486                        |
| 大潭副水塘 （1904年）   | 80                         |
| 大潭中水塘 （1907年）   | 686                        |
| 九龍水塘 （1910年）     | 1 578                      |
| 大潭篤水塘 （1917年）   | 6 047                      |
| 石梨貝水塘 （1925年）   | 374                        |
| 九龍接收水塘 （1926年） | 121                        |
| 香港仔水塘 （1931年）   | 1 259                      |
| 九龍副水塘 （1931年）   | 800                        |
| 城門水塘 （1936年）     | 13 279                     |
| 大欖涌水塘 （1957年）   | 20 490                     |
| 石壁水塘 （1963年）     | 24 461                     |
| 下城門水塘 （1965年）   | 4 299                      |
| 船灣淡水湖 （1968年）   | 229 729                    |
| 萬宜水庫 （1978年）     | 281 124                    |

## 外部連結
- 维基共享资源上的相關多媒體資源：香港供水
- 香港供水一百五十年
- 香港水務署官方網頁 （页面存档备份，存于）
- 香港水質資源中心
- 香港歷史檔案館圖片廊：制水 （页面存档备份，存于）